# Egerszék
Egerszék (románul Eghersec) falu Romániában, Hargita megyében.
Csíkszentmártonból keletre haladva 24 km-t a 123-as megyei úton lehet megközelíteni.
Korábban Csíkszentgyörgy része volt, 1956-ban vált le róla. A trianoni békeszerződés előtt Csík vármegye Kászonalcsíki járásához tartozott.
1992-ben 320 lakója volt, akik magyarok és római katolikusok.